# Saint-Soulan
Saint-Soulan är en kommun i departementet Gers i regionen Occitanien i sydvästra Frankrike. Kommunen ligger i kantonen Samatan som tillhör arrondissementet Auch. År 2022 hade Saint-Soulan 155 invånare.

## Befolkningsutveckling
Antalet invånare i kommunen Saint-Soulan
Referens:INSEE